# 1920年アントワープオリンピックのホッケー競技
1920年アントワープオリンピックのホッケー競技（1920ねんアントワープオリンピックのホッケーきょうぎ）は、1920年9月1日から9月5日の競技日程で男子のみ実施された。

## 概要
1908年ロンドンオリンピックで初めてホッケー競技が実施されたが、1912年ストックホルムオリンピックでは実施が見送られたため、今大会は2大会ぶりの実施となった。競技には、4カ国が参加し総当りのリーグ戦が行われ順位を決定した。

## 競技結果

### 試合経過
| 9月1日 | イギリス   | 5-1            | デンマーク |
| 9月1日 | ベルギー   | 3-2            | フランス   |
| 9月3日 | イギリス   | 12-1           | ベルギー   |
| 9月3日 | デンマーク | 9-1            | フランス   |
| 9月4日 | イギリス   | イギリス不戦勝 | フランス   |
| 9月5日 | デンマーク | 5-2            | ベルギー   |

### 勝敗表
| 順位 | 国・地域   | 勝敗   | 得点 | 失点 | 差  | 勝点 |
| ---- | ---------- | ------ | ---- | ---- | --- | ---- |
| 1    | イギリス   | 3勝    | 17   | 2    | +15 | 6    |
| 2    | デンマーク | 2勝1敗 | 15   | 8    | +7  | 4    |
| 3    | ベルギー   | 1勝2敗 | 6    | 19   | -13 | 2    |
| 4    | フランス   | 3敗    | 3    | 12   | -9  | 0    |

### 最終順位
| 順位 | 国・地域   |
| ---- | ---------- |
| 1    | イギリス   |
| 2    | デンマーク |
| 3    | ベルギー   |
| 4    | フランス   |

## 各国メダル数
| 順 | 国・地域   | 金 | 銀 | 銅 | 計 |
| -- | ---------- | -- | -- | -- | -- |
| 1  | イギリス   | 1  | 0  | 0  | 1  |
| 2  | デンマーク | 0  | 1  | 0  | 1  |
| 3  | ベルギー   | 0  | 0  | 1  | 1  |